# Helmut Hampe
Helmut Hampe (* 19. November 1896 in Leipzig; † 22. August 1939 in Braunschweig) war ein deutscher Musiklehrer und Ornithologe.

## Leben
Helmut Hampe war das älteste Kind des Nervenarztes Julius Hampe und dessen aus dem Braunschweigischen stammenden Ehefrau Emma, geb. Cramm. Kurz nach seiner Geburt zog er mit seinen Eltern nach Braunschweig, der Heimatstadt seines Vaters, wo er ab 1907 das Wilhelm-Gymnasium besuchte. Er nahm seit 1914 als Freiwilliger am Ersten Weltkrieg an der Ost- und Westfront teil und wurde mit dem Eisernen Kreuz I. und II. Klasse ausgezeichnet. Durch einen Lungenschuss wurde er schwer verletzt. Hampe nahm 1919 ein Studium der Medizin in Gießen auf. Es folgte ein Musikstudium am Konservatorium Sondershausen. Beide Studiengänge konnte er aus gesundheitlichen Gründen nicht beenden. Im Jahre 1924 legte er am Konservatorium in Braunschweig die Musiklehrerprüfung ab. Er erteilte bis 1930 Geigen- und Klavierunterricht. Hampe starb 1939 an den Folgen seiner Kriegsverletzung. Der Braunschweiger Ornithologe Rudolf Berndt veröffentlichte 1940 einen Nachruf im Journal für Ornithologie.

## Ornithologische Forschung
Hampe publizierte erstmals 1914 im Braunschweiger Jugendkalender und in der Allgemeinen Tierschutz-Zeitschrift. Sein Interesse galt insbesondere der Vogelhaltung, der er sich nach der Rückkehr aus dem Krieg widmete. Zu Beginn aus Liebhaberei, nachfolgend zur wissenschaftlichen Forschung, verfasste Hampe über 150 Beiträge zu den Themen Vogelpflege, Züchtung, Brutbiologie, Soziologie und Systematik. Seine Arbeiten, die er mit eigenen, professionellen Fotografien illustrierte, erschienen in den Zeitschriften Gefiederte Welt, Vögel ferner Länder, Avicultural Magazine, The Foreigner, Ornithologische Monatsberichte und im Journal für Ornithologie. Seit 1927 gehörte Hampe der Deutschen Ornithologen-Gesellschaft an.

## Schriften (Auswahl)
- Der Wellensittich. G. Wenzel & Sohn, Braunschweig 1925, DNB 58008275X.
- Zahme und sprechende Wellensittiche. Nordwestdeutsche Verlags Anst., St. Schräpel, Hannover-Linden 1932, DNB 580082768.
- Die Unzertrennlichen. Vieweg, Braunschweig 1934, DNB 573638322.
- Zuchtanlagen für Wellensittiche, Fasanen und andere Vögel. Nordwestdeutsche Verlags Anst., St. Schräpel, Hannover-Linden um 1936, DNB 580082776